# Pierre Schaeffer
Pierre Schaeffer, född 14 augusti 1910 i Nancy, död 19 augusti 1995 i Aix-en-Provence, var en fransk tonsättare, radioingenjör och musikteoretiker, skapare av den s.k. konkreta musiken, där bandinspelningar av naturliga eller mekaniska ljud förvrängs och kombineras till en musikalisk form.